# Mapa Ptolemeusza

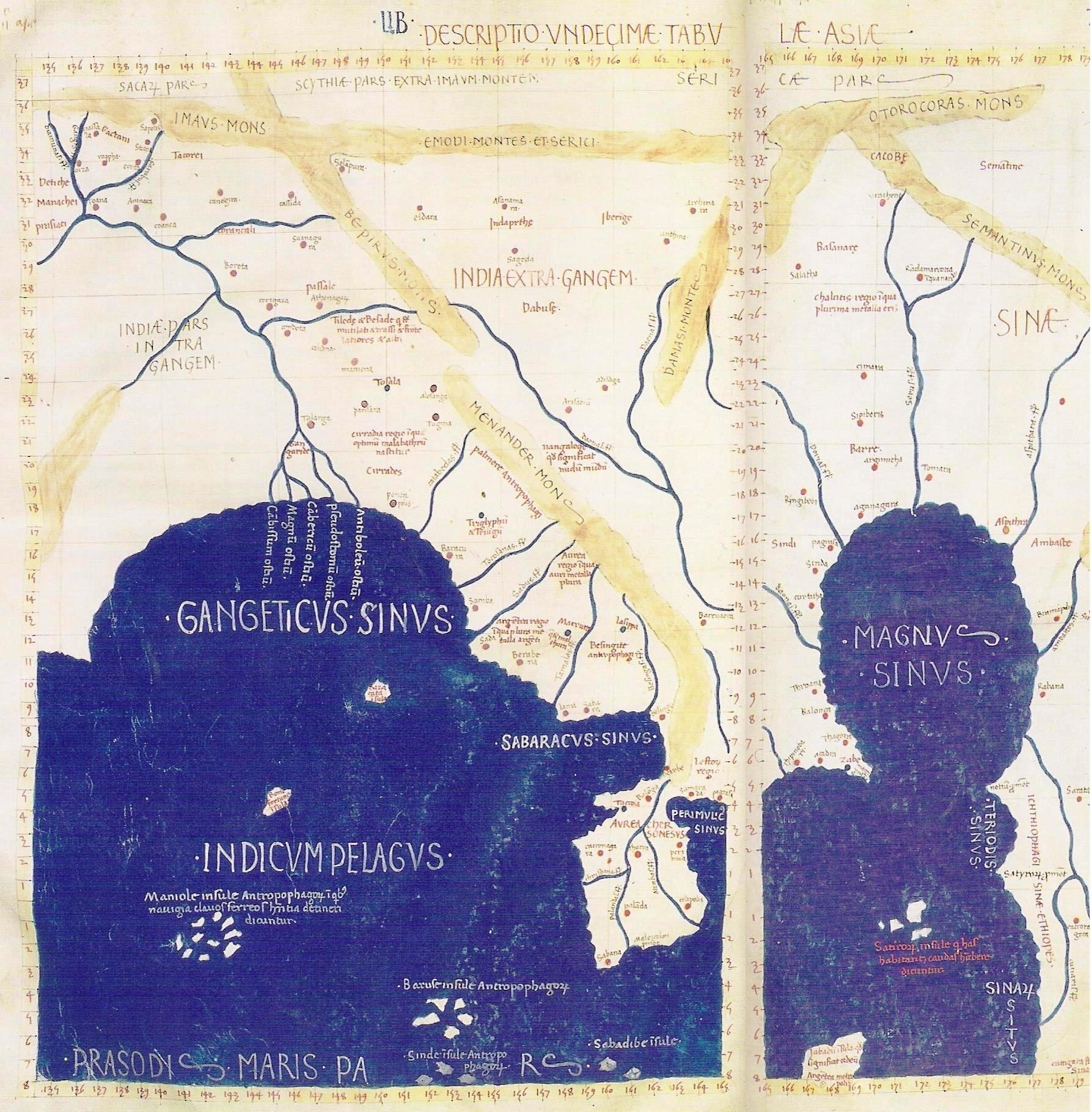
XV-wieczna rekonstrukcja mapy południowo-wschodniej Azji

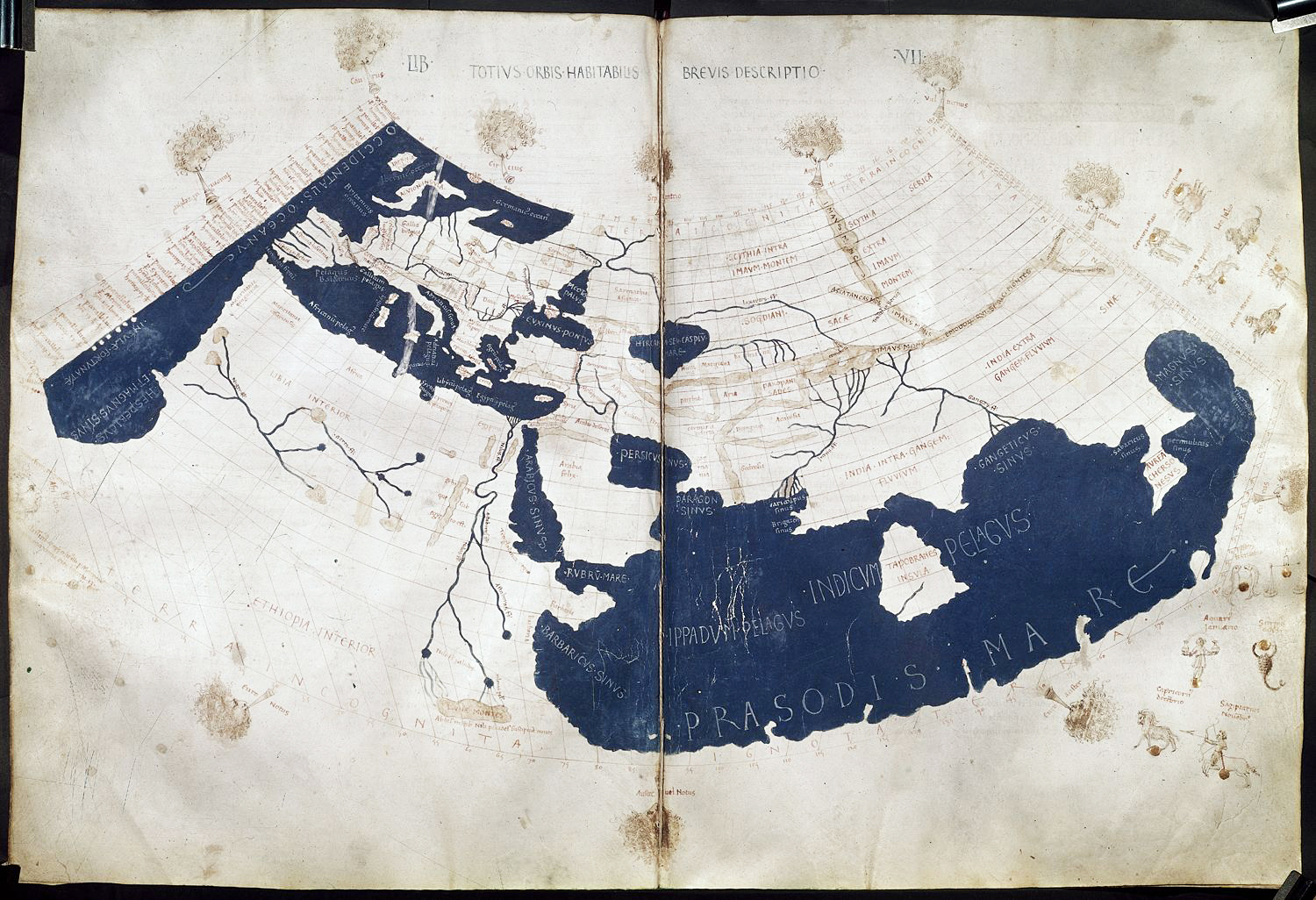
XV-wieczna rekonstrukcja mapy świata

Mapa Ptolemeusza – jedna z pierwszych map świata powstała około 160–180 roku n.e. Przedstawia ona cały znany w ówczesnym Cesarstwie Rzymskim świat. Była częścią dzieła Geografia, syntezy ówczesnej wiedzy geograficznej napisanej przez Ptolemeusza z Aleksandrii.
Mapa świata Ptolemeusza może być kopią jakichś dawnych map. Charakterystyczna dla mapy Ptolemeusza jest duże przewiększenie wyspy Cejlon (na mapie zaznaczona jako Taprobane) na Oceanie Indyjskim (Indicum Pelagus). Zaś sam Ocean Indyjski jest otoczony ze wszystkich stron lądem, m.in. tzw. Złotym Chersonezem (Aurea Chersonesus), dużym półwyspem, położonym w miejscu obecnego Półwyspu Malajskiego, Sumatry i Borneo.